# Теорема про вирізання
В алгебричній топології, галузі математики, теорема про вирізання є теоремою про відносну сингулярну гомологію, що є одним із базових результатів всієї теорії гомології. Зокрема твердження є однією з аксіом Ейленберга — Стінрода.
Для топологічного простору {\displaystyle X} і підпросторів {\displaystyle A} і {\displaystyle U} таких, що {\displaystyle U} також є підпростором {\displaystyle A,} теорема стверджує, що за певних обставин можна видалити {\displaystyle U} з обох просторів так, що відносні гомології пар {\displaystyle (X\setminus U,A\setminus U)} і {\displaystyle (X,A)} є ізоморфними.
Це допомагає в обчисленні сингулярних груп гомологій, оскільки іноді після вилучення відповідного обраного підпростору одержуються простори для яких обчислення гомологій є простішим.

## Твердження
Якщо {\displaystyle U\subseteq A\subseteq X} то кажуть, що {\displaystyle U} можна вирізати, якщо відображення включення пари {\displaystyle (X\setminus U,A\setminus U)} у пару {\displaystyle (X,A)} породжує ізоморфізм відносних гомологій:
{\displaystyle H_{n}(X\setminus U,A\setminus U)\cong H_{n}(X,A)}
Теорема стверджує, що якщо замикання {\displaystyle U} міститься  у внутрішності {\displaystyle A,} то {\displaystyle U} можна вирізати.

## Доведення
Спершу доведемо, що кожен елемент {\displaystyle H_{*}(X,A)} є лінійною комбінацією сингулярних симплексів образи яких належать внутрішності {\displaystyle A} або {\displaystyle X\setminus U.}
Для цього для довільного топологічного простору {\displaystyle X} можна ввести для кожного n гомоморфізм {\displaystyle \psi :S_{n}(X)\to S_{n}(X),} що для сингулярного симплекса {\displaystyle \lambda } задається як:
{\displaystyle \psi (\lambda )=\lambda \circ \varphi ,}
де {\displaystyle \varphi } позначає гомоморфізм, що переводить стандартний n-симплекс (який можна розглядати як елемент симпліційного ланцюгового комплексу) у суму n-симплексів одержаних барицентричним розбиттям стандартного симплекса із врахуванням їх орієнтації. 
Гомоморфізм {\displaystyle \psi } є ланцюговим відображенням. Справді:
{\displaystyle \partial \psi (\lambda )=\lambda \varphi \partial =\sum (-1)^{r}\lambda \varphi F^{r}=\sum (-1)^{r}(\lambda F^{r})\varphi =\psi \partial (\lambda ).}
У цих рівностях {\displaystyle F^{r}} позначає вкладення r-ї грані у стандартний симплекс.
Також {\displaystyle \psi } є ланцюгово гомотопним до тотожного відображення. Цей факт достатньо довести для довільного сингулярного симплекса {\displaystyle \lambda .} Нехай {\displaystyle \lambda (\Delta _{n})\to X} є сингулярним n-симплексом, де {\displaystyle \Delta _{n}} позначає стандартний симплекс. Потрібно знайти гомоморфізм {\displaystyle T:S_{n}(X)\to S_{n+1}(X)} заданий для всіх n, для якого {\displaystyle \partial T+T\partial =\psi -1.} Для задання такого гомоморфізму зручно розглянути ланцюговий комплекс {\displaystyle C_{*}(\Delta _{n})} елементами якого є афінні відображення із стандартних симплексів {\displaystyle \Delta _{k}} у стандартний симплекс {\displaystyle \Delta _{n}} з очевидним граничним відображенням. Тоді відображення {\displaystyle \lambda } породжує ланцюгове відображення {\displaystyle \lambda _{*}:C_{*}(\Delta _{n})\to S_{*}(X).} Тому, якщо на {\displaystyle C_{*}(\Delta _{n})} можна задати ланцюгову гомотопію {\displaystyle T'} між гомоморфізмом поділу {\displaystyle \varphi } і тотожним гомоморфізмом (тобто {\displaystyle \partial T'+T'\partial =\varphi -1} на множині афінних сингулярних симплексів), тоді для тотожного відображення {\displaystyle 1_{\Delta _{n}}} можна ввести {\displaystyle T(\lambda )=\lambda _{*}(T'(1_{\Delta _{n}})).} Застосувавши відображення {\displaystyle \lambda _{*}} до рівності {\displaystyle \partial T'+T'\partial =\varphi -1} звідси одержується необхідна рівність {\displaystyle \partial T(\lambda )+T\partial \lambda =\psi (\lambda )-\lambda .}
Для задання відображення {\displaystyle T'} спершу можна зауважити, що всі афінні сингулярні симплекси на {\displaystyle \Delta _{n}} однозначно визначаються образами вершин відповідних стандартних симплексів. Якщо {\displaystyle \mu :\Delta _{k}\to \Delta _{n}} є афінним сингулярним симплексом у {\displaystyle \Delta _{n}} і a є довільною точкою {\displaystyle \Delta _{n}} позначимо {\displaystyle a\mu :\Delta _{k+1}\to \Delta _{n}} афінний сингулярний симплекс при якому образом першої вершини {\displaystyle \Delta _{k+1}} є a, а образами наступних вершин є відповідні образи вершин {\displaystyle \Delta _{k}} при відображенні {\displaystyle \mu .} Цю конструкцію можна продовжити і на формальні суми афінних сингулярних симплексів. Нехай також b позначає барицентр симплекса {\displaystyle \Delta _{n}.}
З цими позначеннями {\displaystyle T'} задається індуктивно по {\displaystyle m} у {\displaystyle C_{m}(\Delta _{n}).} Для {\displaystyle m=0} за означенням {\displaystyle T':C_{0}(\Delta _{n})\to C_{0}(\Delta _{n})} є нульовим гомоморфізмом. Якщо {\displaystyle T'} є задано на всіх {\displaystyle C_{k}(\Delta _{n})} для k < m і {\displaystyle \mu \in C_{m}(\Delta _{n}),} то за означенням:
{\displaystyle T'(\mu )=b(\varphi (\mu )-\mu -T'\partial (\mu )).}
Тоді 
{\displaystyle \partial T'(\mu )=(\varphi (\mu )-\mu -T'\partial (\mu ))-b\partial (\varphi (\mu )-\mu -T'\partial (\mu )).}
Але (із врахуванням індукції):
{\displaystyle \partial (\varphi (\mu )-\mu -T'\partial (\mu ))=\left[\partial \varphi -\partial -(\varphi -1-T'\partial )\partial \right]\mu =0}
оскільки {\displaystyle \varphi \partial =\partial \varphi } і  {\displaystyle \partial \partial =0.} Тому остаточно: 
{\displaystyle \partial T'(\mu )=\varphi (\mu )-\mu -T'\partial (\mu ),}
тобто {\displaystyle T'} і як наслідок {\displaystyle T} є ланцюговими гомотопіями.
Далі {\displaystyle \psi } можна продовжити до ланцюгового відображення {\displaystyle \psi :S_{n}(X,A)\to S_{n}(X,A),} що є ланцюгово гомотопною до тотожного відображення. Також відображення {\displaystyle \psi } можна застосовувати повторно.
Оскільки за умовами теореми внутрішності {\displaystyle A} і {\displaystyle X\setminus U} утворюють відкрите покриття простору {\displaystyle X,} то для довільного сингулярного симплекса {\displaystyle \lambda } прообрази цих множин при відображенні {\displaystyle \lambda } утворюють відкрите покриття стандартного симплекса. Оскільки при барицентричному розбитті діаметр одержаних симплексів строго зменшується, то згідно леми Лебега для деякого r при застосуванні процесу барицентричного розбиття r разів усі одержані симплекси належать якомусь із двох елементів відкритого покриття стандартного симплекса. Тоді {\displaystyle \psi ^{r}(\lambda )} є лінійною комбінацією сингулярних n-симплексів образ кожного із яких належать внутрішності {\displaystyle A} або {\displaystyle X\setminus U.} Також очевидно для скінченної кількості сингулярних симплексів {\displaystyle \lambda } можна підібрати r єдине для всіх симплексів.
Нехай тепер {\displaystyle x\in H_{n}(X,A)} і {\displaystyle z\in Z_{n}(X,A)} є представником цього елемента. Оскільки {\displaystyle \psi } є ланцюгово гомотопним до тотожного відображення, то для кожного r елементи {\displaystyle z} і {\displaystyle \psi ^{r}(z)} відрізняються на граничний елемент і всі {\displaystyle \psi ^{r}(z)} теж є представниками {\displaystyle x.} Із попереднього, для достатньо великого r елемент {\displaystyle \psi ^{r}(z)} є лінійною комбінацією сингулярних симплексів образи яких належать або {\displaystyle A} або {\displaystyle X\setminus U} (навіть їх внутрішностям). Але тоді {\displaystyle \psi ^{r}(z)\in Z_{n}(X\setminus U,A\setminus U).} Це доводить, що {\displaystyle i_{*}:H_{n}(X\setminus U,A\setminus U)\to H_{n}(X,A)} є сюр'єкцією.
З іншого боку нехай {\displaystyle z\in Z_{n}(X\setminus U,A\setminus U)} і {\displaystyle i_{*}(z)\in B(X,A).} Тоді z як сума сингулярних симплексів у {\displaystyle X} є рівною {\displaystyle \partial x+y,} де {\displaystyle x\in S_{n+1}(X),\ y\in S_{n}(A).} Нехай для r елемент {\displaystyle \psi ^{r}(x)} є лінійною комбінацією сингулярних сиплексів образи яких є у {\displaystyle A} або {\displaystyle X\setminus U,} тобто {\displaystyle \psi ^{r}(x)=a+b,} де {\displaystyle a\in S_{n+1}(A),\ b\in S_{n+1}(X\setminus U).}
Тому {\displaystyle \psi ^{r}(z)=\psi ^{r}(\partial x)+\psi ^{r}(y)} і {\displaystyle \psi ^{r}(z)-\partial b=\partial a+\psi ^{r}(y).}
Але {\displaystyle \psi ^{r}(z)-\partial b\in S_{n}(X\setminus U)} і {\displaystyle \partial a+\psi ^{r}(y)\in S_{n}(A)} тому ці елементи належать {\displaystyle S_{n}(A\setminus U).} Як наслідок {\displaystyle \psi ^{r}(z)=\partial b+(\partial a+\psi ^{r}(y))} належить {\displaystyle B_{n}(X\setminus U,A\setminus U)} і тому {\displaystyle \psi ^{r}(z)} і тому z є представником нульового елемента у {\displaystyle H_{n}(X\setminus U,A\setminus U).} Тому {\displaystyle i_{*}:H_{n}(X\setminus U,A\setminus U)\to H_{n}(X,A)} є ін'єктивним відображенням.